# Jacques Clemens
Jacques Clemens (Den Haag, 11 juli 1909 – Loverval, 7 maart 2018) was de oudste levende man in België sinds de dood van de 106-jarige Aimé Wille op 7 mei 2015. Hij had echter altijd de Nederlandse nationaliteit behouden. Clemens was tevens de oudste katholieke priester ter wereld (actief als voorganger in eucharistievieringen tot even voor zijn 106e verjaardag, toen hij bij een val zijn arm op drie plaatsen brak). Met het overlijden van Wim Hendriks op 21 maart 2016 werd hij ook de oudste Nederlandse man en tevens de oudste man in de Benelux.

## Levensloop
Jacques Clemens werd geboren in de Nederlandse stad Den Haag op 11 juli 1909. In de jaren 30 van de 20e eeuw werd Clemens priester en verhuisde naar België omdat er destijds te veel priesters in zijn geboorteland waren. In 1936 werd hij in Luik tot priester gewijd. Hij was van 1958 tot 2015 pastoor van de Sint-Benedictuskerk van de wijk Bultia in het dorp Nalinnes. Clemens had geen geheim voor zijn lang leven, maar vond wel dat een strak ritme en goede genen hem geholpen hadden om zo oud te worden.
De laatste jaren van zijn leven ging Clemens' gezondheid achteruit; net voor zijn 108e en laatste verjaardag kreeg hij last van gezondheidsproblemen, evenwichtsproblemen en hij was steeds vaker en steeds sneller vermoeid. Ook viel hij die ultieme periode regelmatig. Na een zoveelste val werd hij naar een ziekenhuis in Loverval gebracht, alwaar hij uiteindelijk aan de gevolgen daarvan overleed.
Hoewel hij meer dan 80 jaar in België woonde, heeft hij toch zijn hele leven de Nederlandse nationaliteit behouden omdat hij zich naar eigen zeggen nog steeds Nederlander voelde en er trots op was om dat te zijn.